# Viktor Tesser
Viktor Harry Tesser, före 1937 Andersson, född 26 april 1909 i Norra Åsums församling i Kristianstads län, död 26 september 1972 i Brösarps församling, Kristianstads län, var en svensk målare, tecknare och teckningslärare. Viktor Tesser är gravsatt på Rödaleds begravningsplats i Kristianstad tillsammans med hustrun,

## Biografi
Viktor Tesser var son till lagerförmannen Josef Andersson och Anna Nilsson. Han var gift med gymnastikdirektören Greta Laurell.
Tesser studerade vid Tekniska skolans högre konstindustriella avdelning i Stockholm 1929–1936 och på Konsthögskolan 1935–1941, där hans lärare var Otte Sköld. Han var verksam som teckningslärare vid ett antal olika skolor. Tesser var lärare i teckning. 1944-1949 på Katedralskolan i Linköping. Senare på Folkskoleseminariet i Helsingborg och från slutet av femtiotalet på flickskolan i Kristianstad, samt som lektor i bild och form vid Lärarhögskolan i Kristianstad 1969–1972.
Tesser komponerade 1937 glasmönster för Elme glasbruk. Dessutom medverkade han med artiklar i tidskriften Teckning, tidning för Sveriges teckningsundervisning, samt utförde en monumentalmålning i kommunbiblioteket i Nynäshamn.

## Konst
Citat ur minnesskrift av Arne Lindqvist, Tomelilla konsthall: ”I unga år arbetade Tesser helt naturalistiskt, ofta med en dämpad jordnära ton och en mild ljusbehandling som under fyrtiotalets mitt fick ge vika för en färgintensitet som för tankarna till de franska impressionisterna.”
Viktor Tesser experimenterade hela sitt verksamma liv med färger och former och iband kubistiskt. I sitt måleri frigjorde han sig med tiden helt från det föreställande. Han hade en period av mörker i bilderna, men mot slutet av sin levnad målade han med en våldsam färgglädje. I sin undervisning var han nyskapande och prövade gärna nya tekniker för sina elever.

## Utställningar
Tillsammans med Axel Skilving ställde han ut på De Ungas salong i Stockholm 1947 där han senare medverkade i utställningen Sex frikyrkokonstnärer 1948. Tesser deltog då han var bosatt i Linköping i ett antal konstutställningar bland annat Östgöta konstförening salonger i Linköping 1947 och var aktiv i Frikyrkomålares konstgrupp i Linköping i slutet på 1940-talet. Han hade senare ett antal utställningar i Kristianstad bland annat Grupp 58 i Kristianstad 1959 och även under åren runt 1970 som på Kristianstads teater 1971, och Lilla Salongen i Kristianstad 1972. Efter hans död 1972 ställdes hans konst ut på olika utställningar i södra Sverige. 1975 arrangerades en minnesutställning i Brösarp, Vikingsberg, Tomelilla konsthall och Bäckaskogs slott. Han hade också utställningar i Dewertska stiftelsens regi i Visby och Malmö.

## Familj
Viktor Tesser var gift med sjukgymnasten Greta Tesser, född Laurell (1910–1978). De fick döttrarna Gunilla (född 1937) och Ingrid (född 1942).